# 犯規 (日本麻將)
日本麻将的犯规是指在日本麻将游戏中出现的犯规。出现犯规行为时，一般以犯规者支付罚点为主（多为支付满贯点）后，一般以本局计无效重赛为主，当局所出的供托点退回给供托者。本场场棒不予累计，庄家权也不予移动。
另，犯规与偷换牌等出千行为有所区别，在本条目不予说明。

## 罰則
对麻将的犯规行為，适用不同的罰則。一般来说，没有当场指出犯规，之后不予处罚。犯规按照严重性适用于以下三个等级的罚则。

### 罰符
罰符指对重大的犯规进行处罚的一种方式，犯规者要对对战对手3人対支付一定称为罚符的罚点，并通常重赛此局。通常适用于犯规使当局比赛无法继续的场合。
与和了同時发生的場合则以和了为優先，犯规不予追究。
罚符支付的点数一般相当于满贯和了点。庄家罚符须向每位子家支付4000点。子家如果需要罚符，则要支付庄家4000点，其他2名子家2000点。这种罚符，由其支付的点数出发，称为“满贯罚符”。
还有一种观点认为，因为犯规并非和牌，在罚符支付上区分庄家自家不甚合理。犯规者应不问庄闲支付一定点数（3000点均一等）的规则也是存在的。
为了防止妨碍役满而故意犯规，以犯规者放弃和了的情形继续比赛，流局的場合再按实际情况支付罚符的情况也是存在的。这种情况下如其他玩家和牌，犯规行为不予追究。

### 放棄和牌
放弃和牌是对犯规行为未影响到比赛进行的犯规适用的处罚方式，犯规者当局不得和牌。一般的，不光是和了立直・槓・碰・吃等行为也不被允许。且荒牌流局时不得做出听牌宣言，强制以无听计算。
另外，放弃一词本常用于自愿的行为上。按此，本处罚本应称为禁止和牌，但日本常用称呼仍为“放弃和牌”。

### 供託
犯规者交出一定点棒作为供托的处罚。适用于较轻微的不影响比赛继续进行的场合。通常为1000点，与立直棒同樣，归下一个和了人。

## 減算方式
对犯规行为不当场计算，而是在总结算时另行追究。在競技麻将广泛采用。

## 犯规行為
以下对犯规行为做简单介绍。

### 和牌错误
一般只是对错和牌进行处罚，包括自摸及吃胡。对手牌推倒罚符，只是说出和牌予以放弃和牌处罚。但在自定规则中，单发声也认定为错和。有必要事前予以确认。
- 和了并不是和了牌的牌。
- 和了前巡丢弃的牌[8]。
- 立直后杠了改变和牌型的暗杠后和了。
- 未听牌而和牌。
- 无役或起和役不足時和牌。
- 振听却荣和。

### 错立直
- 没听的情况下立直（俗称假立直），如该局荒牌，立直家无法进行听牌宣言的情形下[9][5]。
- 与通常的特殊流局不同，四立直四开杠流局时立直家也要展示手牌以供检查[10]。

### 副露错误
- 单純的副露失误。

打算吃得234的面子却副露了134的失误。适用放弃和了。通常副露成立，放置台面。另，打牌前如发现错误可以以支付供托方式予以处罚（如规则承认订正）。
- 违反食替。通常适用放弃和了。

### 多牌与少牌
虽日本麻将游戏如正常进行，手牌为13张，但若手順错誤，手牌在14枚以上、12枚以下的情形也是存在的。虽通常不必自己申告，但可能会被怀疑有不正行为(特别是多牌)。
- 多牌（ターハイ）

罰符或放棄和了適用。多牌的原因一般在于，摸牌后忘记打牌。多牌的玩家，当局放弃和了同时，因为有不正行为的嫌疑，罰符处罚的也不为少数。当然，一次打多只牌或偷藏多的牌也是不被允许的。
- 少牌（ショウハイ）

通常和了放棄適用。少牌的原因一般在于，忘记摸牌而打牌。因为少牌而重新多摸牌也是不被允许的。

### 漏牌及腰
- 漏牌是指牌未打出前等时候，不慎露出手牌的行為。不论故意，无意，露出牌在之后打出也不得被鸣牌。
- 腰是指纠缠于是否鸣出他家的舍牌。与漏牌同样处理。

### 其他
- 牌山崩塌的場合，不能回復的予以罰符，轻微的場合要放弃和牌及交出供托。被看到的牌做漏牌处理。
- 如错误操作自动麻将桌。导致无法继续正常游戏的作犯规，罰符罚则適用。
- 网络麻将对战中断线。则不同游戏处理方式不同。
- 对上家未打先摸的先自摸，明文规定作放弃和牌的规则不少[12]

### 出典
1. ↑  井出洋介監修『麻雀新報知ルール』（1997年） p91、大意。
2. 1 2  井出洋介監修『東大式 麻雀点数計算入門』（2007年） p126。
3. ↑  井出洋介監修『麻雀新報知ルール』（1997年） p102-p103
4. ↑  井出洋介監修『麻雀新報知ルール』（1997年） p94。
5. 1 2  井出洋介監修『麻雀新報知ルール』（1997年） p96。
6. ↑  井出洋介監修『麻雀新報知ルール』（1997年） p92-p95
7. ↑  栗原安行『カラー版 麻雀教室』（1986年） p52
8. ↑  栗原安行『カラー版 麻雀教室』（1986年） p51。
9. ↑  井出洋介監修『麻雀新報知ルール』（1997年） p92。
10. ↑  井出洋介監修『麻雀新報知ルール』（1997年） p138
11. ↑  麻雀研究会「天地人」編『3日で覚える麻雀の点数計算』（2007年） p149
12. ↑  井出洋介監修『麻雀新報知ルール』（1997年） p94-p95

## 関連項目
- 日本麻将的规则